# تقليد مخترع

التقليد المخترع عنوان كتاب ألفه عام 1983 إريك هوبسباوم وتيرنس رينجر. رأى الكاتبان أن كثيرا من المخترعات التي يدعي أصحابها أنها قديمة هي في الحقيقة أحدث كثيرا. ويضربان مثلا لذلك مفهوم الوطنية.